# 李嗣恩
李嗣恩（？—918年），本姓駱。本為吐谷渾部人。
李嗣恩十五時已精於騎射。侍奉李克用於振武，成為他的養子，十三太保中排行第七；及鎮太原，補為鐵林軍小校。跟從征討王行瑜，奉表獻捷，加為檢校散騎常侍，漸轉突陣指揮使，賜姓名為李嗣恩。
天佑四年（907年），驅逐康懷英於河西，解汾州之圍，加為檢校司空，充當左廂馬軍都將。柏乡之战戰王景仁有功，再加檢校司徒。解救河中府，與後梁軍接戰，應弦而戰斃者甚多，但是李嗣恩被槊打中其口；退軍後，李存勗親自檢視其傷，深加慰勉，轉為內衙馬步都將、遼州（治今山西左权县）刺史。
天佑十二年（915年），從李存勗入魏州（治今河北大名县），擊敗劉鄩有功，轉為天雄軍都指揮使。劉鄩軍從北面樂平突襲，李嗣恩急促倍程先入晉陽。當時城中無備，得知李嗣恩兵至，人佰其勇，劉鄩聞李嗣恩先至晉陽，乃遁走。以莘之戰之功為轉代州刺史，充為石嶺關以北都知兵馬使，稍遷振武節度使（镇朔州，今山西朔州市）。天佑十五年（918年），追赴行在，卒於太原。
天成初年，后唐明宗敦念舊勳，下詔贈李嗣恩為太尉。
李嗣恩有二子，長子名為武八，騎射推於軍中。嘗有時輩臂飢鷹，矜其搏擊，武八持鳴鏑一隻，賭其狩獲，暮乃多之。與契丹戰於親州時歿。幼子名為從郎，累職為行軍司馬。

## 延伸阅读
[在维基数据编辑]
 《舊五代史/卷52》，出自薛居正《舊五代史》
 《新五代史/卷36》，出自歐陽修《新五代史》